# Рокер Парк
«Рокер Парк» (англ. Roker Park) — футбольный стадион в Сандерленде, Англия. Построен в 1897 году и являлся домашней ареной футбольного клуба «Сандерленд» до 1997 года, пока не был построен новый стадион «Стэдиум оф Лайт». К концу своей истории стадион вмещал 22 500 зрителей с небольшим количеством сидячих мест. В предыдущие годы вместимость Рокер Парка была значительно выше, рекордным было число в 75 118 зрителей на одном матче.
«Рокер Парк» был одним из восьми стадионов, принимавших чемпионат мира 1966 года. Три игры группового этапа здесь играли сборные СССР, Италии и Чили, все матчи были сыграны между этими сборными. Кроме того, здесь состоялась игра четвертьфинала, в которой сборная СССР обыграла Венгрию со счётом 2:1, 23 июля 1966 года.
«Рокер Парк» был стадионом, который главным образом состоял из террас со стоячими местами. К началу 1990-х он устарел и остро встала потребность осовременить его, тем более доклад Тейлора предписал всем клубам Премьер-лиги и Футбольной лиги оборудовать свои стадионы только сидячими местами к началу сезона 1994/95. Но преобразование трибун в полностью сидячие привело бы к значительному уменьшению количества зрительских мест. Поэтому было решено построить новый стадион.
В последней прощальной игре в 1997 году на «Рокер Парке» оппонентом «Сандерленда» был «Ливерпуль». «Сандерленд» выиграл со счётом 1:0, последний гол на «Рокер Парке» забил полузащитник Джон Маллин.
«Рокер Парк» был демонтирован в 1998 году. Участок стадиона был отдан под жилую застройку.